# Żołnierz królowej Madagaskaru (sztuka)
Żołnierz królowej Madagaskaru – popularny polski wodewil na motywach farsy.
W roku 1936 Julian Tuwim opracował za namową Miry Zimińskiej na nowo komedię Stanisława Dobrzańskiego Żołnierz królowej Madagaskaru, uzupełniając o kilka dialogów, scen i kupletów. Był (jak pisał Lucjan Kydryński) „jednym z największych sukcesów teatrów muzycznych w latach trzydziestych”. Dwukrotnie sfilmowany (w roku 1939 i 1958). Do dziś pozostaje ulubionym wodewilem ogródkowym w Polsce.
Doczekał się kilkudziesięciu realizacji, wielokrotnie też dokonywano zmian i wznowień tekstu..

## Realizacje (wybór)[4]
- Żołnierz królowej Madagaskaru (film 1939)
- 1957: Teatr Telewizji, reż. Józef Słotwiński, Stanisław Jaśkiewicz, scenogr.: Antoni Uniechowski.
- Spektakl z r. 1970: Łódź. Teatr im. Stefana Jaracza: reż. Irena Górska, choreografia: Barbara Fijewska, scenografia: Henri Poulain, opracowanie muz.: Piotr Hertel, zespół muzyczny pod kier.: Mariana Suchockiego
- Żołnierz królowej Madagaskaru (film 1958)
- (Re-remix wg Stanisława Dobrzańskiego, Juliana Tuwima, Jeremiego Przybory i Jerzego Zarzyckiego): 2015: Teatr im. Wojciecha Bogusławskiego w Kaliszu, reż. Cezary Tomaszewski, scenografia i kostiumy: Agnieszka Klepacka i Maciek Chorąży, muzyka: Johann Sebastian Bach, Claudio Monteverdi, Wolfgang Amadeusz Mozart, Jacques Offenbach, Gioacchino Rossini, Franz Schubert, Johann Strauss (syn), Tadeusz Sygietyński, Giuseppe Verdi.

## Źródła
- Stanisław Dobrzański, Żołnierz królowej Madagaskaru. Komedya w 3 aktach. Lwów. Księgarnia H. Altenberga, 1905 (seria: Biblioteka Teatrów Amatorskich ; 65).
- Julian Tuwim, Żołnierz królowej Madagaskaru. Wesoła przygoda starowarszawska ze śpiewami i tańcami w 3 aktach (6 odsłonach) według farsy Stanisława Dobrzańskiego [program spektaklu]. Gniezno. Teatr im. Aleksandra Fredry, 1957.
- Julian Tuwim, Żołnierz królowej Madagaskaru [program teatralny]. Teatr im. Stefana Jaracza, Łódź 1970.
- Żołnierz królowej Madagaskaru – spektakle w bazie e-teatr
- Lucjan Kydryński, Przewodnik operetkowy. Warszawa. PWM, 1986, wyd. 3, s. 563-567.